# Portunus anceps
Portunus anceps är en kräftdjursart som först beskrevs av de Saussure 1857.  Portunus anceps ingår i släktet Portunus och familjen simkrabbor. Inga underarter finns listade i Catalogue of Life.